# Pulling (Freising)
Das Pfarrdorf Pulling ist ein amtlich benannter Gemeindeteil der Großen Kreisstadt Freising im oberbayerischen Landkreis Freising.

## Name und Wappen
Sein Name geht zurück auf einen erstmals im Jahre 1024 in Freisinger Urkunden erwähnten Freibauern namens Pullo. Das Pullinger Wappen zeigt eine blaue Pflugschar auf goldenem Grund.

## Geographie
Pulling liegt in der Münchner Schotterebene südwestlich von Freising auf 450 m ü. NN. im Freisinger Moos. Teile des ehemaligen Gemeindegebiets wurden erst mit der Moosach-Regulierung in den Jahren 1918–1920 von Moorflächen in fruchtbares Land verwandelt. Etwa zwei Kilometer östlich fließt die Isar.

## Geschichte
Das Dorf geht zurück auf Einzelhöfe, wie sie sich bis heute noch in Eggertshofen erhalten haben. 1818 wurde die Gemeinde Pulling gegründet, die auch Achering, Dürneck und Eggertshofen umfasste. Ein wichtiger Wachstumsschub ergab sich durch die Einrichtung der Haltestelle Pulling an der Bahnstrecke München–Regensburg am 1. Januar 1886. Mit der Elektrifizierung der Strecke im Jahr 1926 wurde die Möglichkeit geschaffen, in nur 45 Minuten nach München zu fahren. 1972 wurde Pulling an das neu geschaffene Münchener S-Bahn-Netz angeschlossen.
Zwei Überschwemmungen durch die Isar in den Jahren 1899 und 1910 verursachten starke Schäden im Dorf. Die Gefahr wurde durch den Bau des Hochwasserdamms 1911 gebannt. 1913 wurde die erste Telefonstelle eingerichtet. 1925 bekam Pulling elektrisches Licht. Nach einem Typhusfall im Jahr 1955 und der darauffolgenden Bausperre der Regierung 1956 wurde eine Wasserleitung gebaut und 1960 fertiggestellt.
Aus der vormaligen Expositur der Pfarrei St. Georg in Freising entstand 1966 die Pfarrei St. Ulrich in Pulling. Am 11. Juli 1965 wurde die Pullinger Kirche St. Ulrich eingeweiht und im Herbst 1992 mit einer Orgel ausgestattet. Das 1869 erstmals errichtete Schulhaus wurde in den Jahren 1898 und schließlich 1960 durch Neubauten ersetzt. Heute werden dort etwa 60 Kinder aus Pulling, Achering und Dürneck unterrichtet. 2002 wurde zusätzlich am Ortsrand das Förderschulzentrum Pulling-Freising in Pulling eröffnet, geplant von Eberhard Schunck und Dieter Ullrich.

Die Freiwillige Feuerwehr Pulling wurde am 15. Mai 1877 gegründet, nachdem bereits am 13. April 1856 in Pulling eine „Feuerordnung“ verfasst wurde. Das 1879 errichtete Feuerwehrhaus in der Dorfmitte wurde 1962 durch einen Neubau neben der Grundschule ersetzt. Letzteres wurde 2013/14 abgerissen und ein Neubau errichtet. Am 1. Mai 1978 wurde Pulling im Zuge der Gemeindegebietsreform in die Stadt Freising eingemeindet. 2024 feierte Pulling sein tausendjähriges Bestehen. 

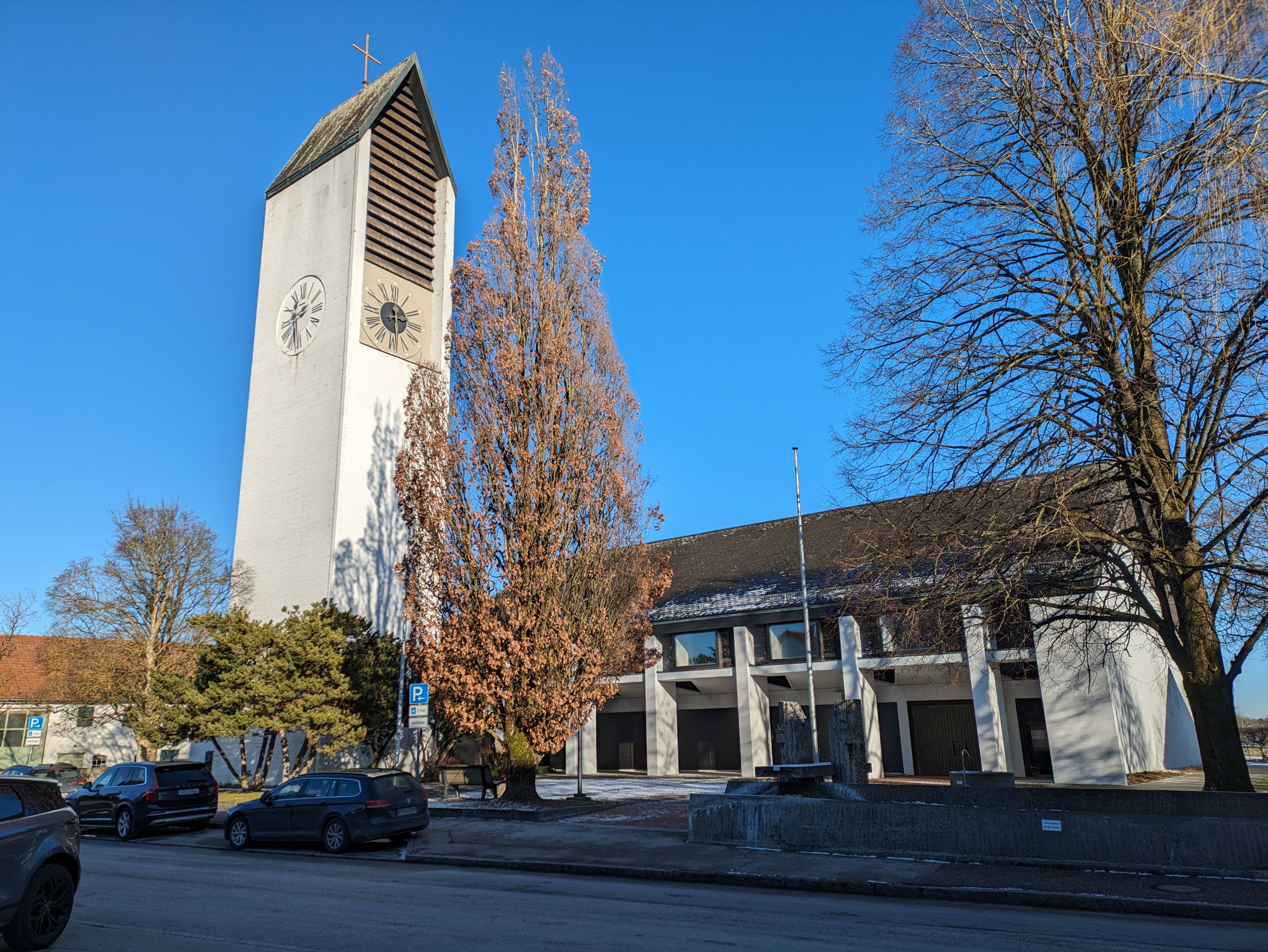
Pfarrkirche St. Ulrich (Pulling)
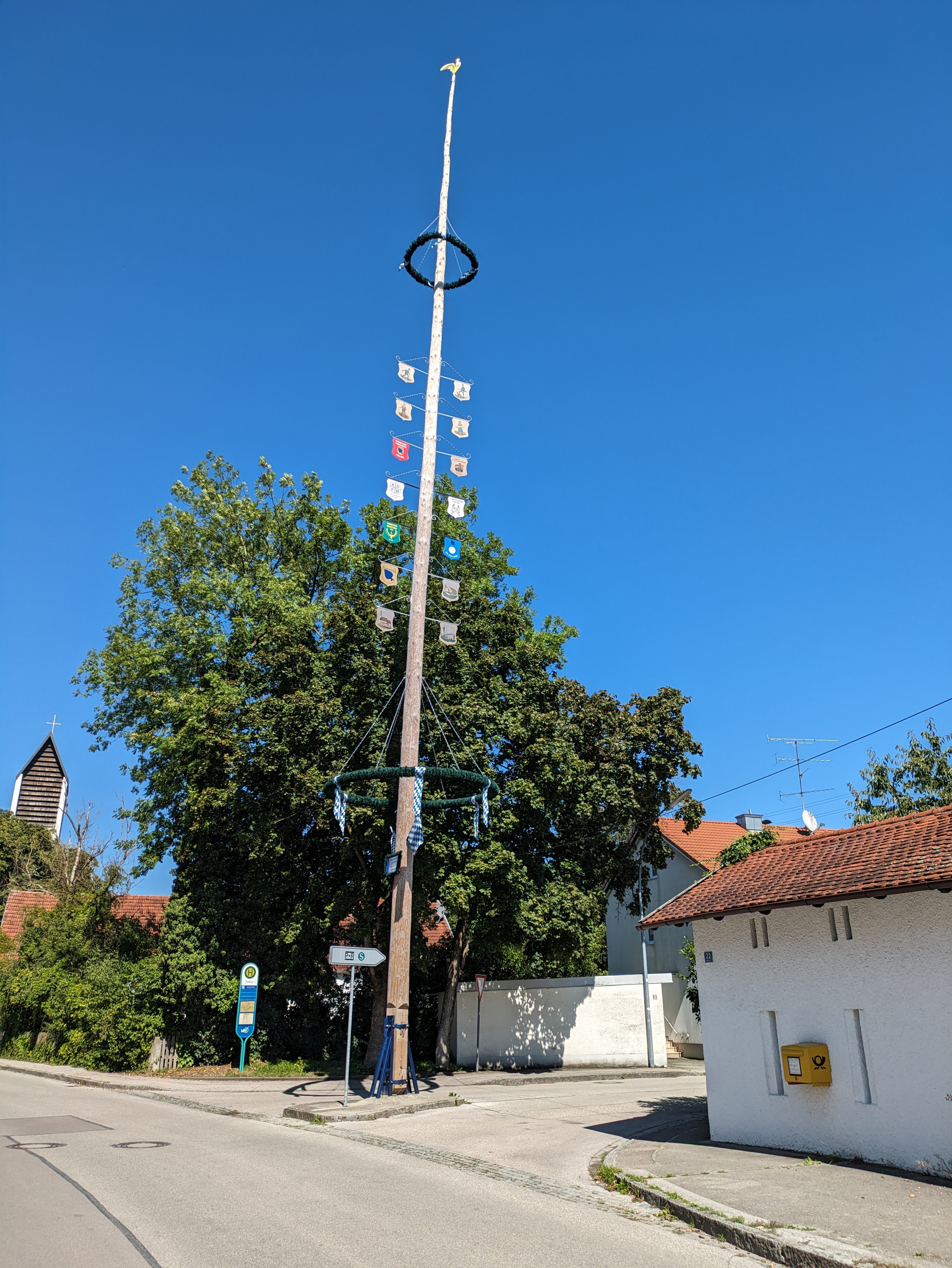
Maibaum
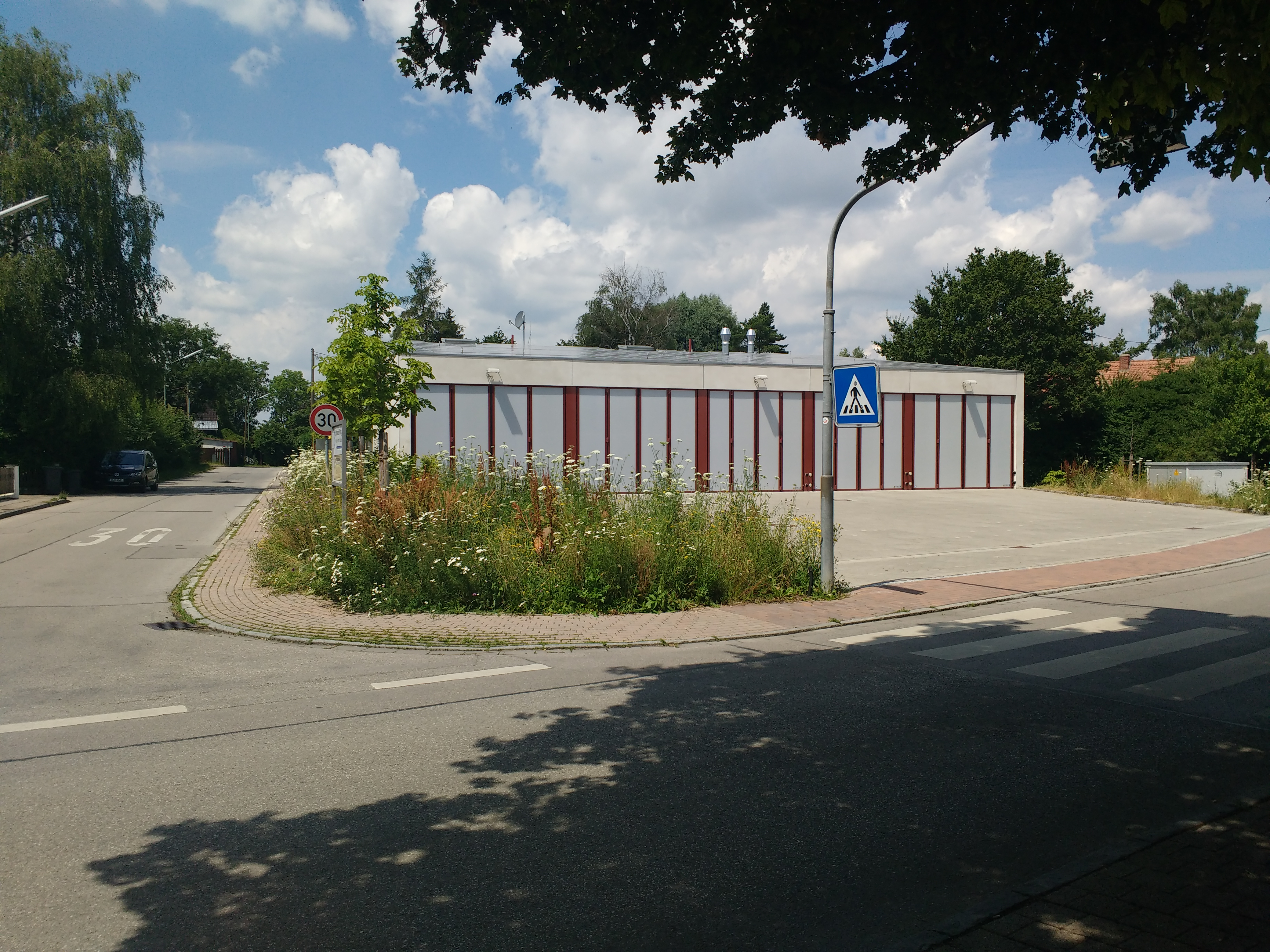
Freiwillige Feuerwehr Pulling

## Verkehr

Lärmteppich am Flughafen München

Pulling ist von der nahe gelegenen Staatsstraße 2350 (ehemalige Bundesstraße 11) gut erreichbar und über die Anschlussstelle Freising-Süd der A92 ans Fernstraßennetz angebunden.
Im Bahnverkehr ist der Ort durch den gleichnamigen Haltepunkt der Kategorie 5 angebunden, der von der S-Bahn-Linie S1 des MVV im 20- bis 40-Minuten-Takt bedient wird. Im Rahmen des viergleisigen Ausbaues im Zusammenhang mit dem Erdinger Ringschluss soll auch der Halt Pulling umgebaut werden. Dabei sollen die jetzigen Außenbahnsteige durch einen neuen Inselbahnsteig ersetzt werden. Der Zeitpunkt der Umsetzung ist noch nicht absehbar.
Pulling ist vom Fluglärm des Flughafens München massiv betroffen, da der südliche Ortsteil direkt in der Ein-/Abflugschneise der nur 4,7 km entfernten derzeitigen Nordbahn liegt. Momentan ist Pulling die am stärksten betroffene Ortschaft im gesamten Flughafenumfeld und hat einen Dauerschallpegel von 60 dB.
Sollte die 3. Startbahn wie geplant im Norden der bestehenden zwei Startbahnen realisiert werden, wird die neue Flugschneise über den nördlichen Teil der Ortschaft führen und so den Dauerschallpegel im gesamten Siedlungsgebiet laut Gutachten der Flughafenbetreiber auf über 65 dB ansteigen lassen. Von 1963 bis 1992 lag westlich von Pulling der Segelflugplatz Lange Haken, der aber auf Grund der Lage in der Einflugschneise geschlossen werden musste.

## Wirtschaft
Am Nordende des Dorfes befindet sich ein kleines Gewerbegebiet mit mehreren Betrieben. Durch die Schließung des Lebensmittelgeschäfts Ende der 80er Jahre sowie der Poststelle und der beiden Bankfilialen in den 90er Jahren sind die Bewohner auf Möglichkeiten in Freising angewiesen. Westlich des Ortes liegt die Belegstelle Freisinger Moos. Im Süden befindet sich ein Kieswerk.

## Freizeit
Durch den Kiesabbau sind mehrere Baggerseen entstanden. Zwischen Pulling und Achering liegen die Pullinger Weiher. Zwei der Baggerseen wurden vom Erholungsflächenverein übernommen und zu Badeseen umgestaltet.